# Filippinerna i olympiska vinterspelen 1972
Filippinerna deltog med två deltagare vid de olympiska vinterspelen 1972 i Sapporo. Ingen av landets deltagare erövrade någon medalj.